# Berlijns voetbalkampioenschap 1897/98 (VBB)
In 1897/98 werd het eerste Berlijns voetbalkampioenschap gespeeld, dat georganiseerd werd door de Berlijnse voetbalbond. Op dit moment heette de voetbalbond nog Duitse voetbalbond (Verband Deutscher Ballspielvereine), waardoor de naam van het kampioenschap ook als Duits voetbalkampioenschap gezien zou kunnen worden. Maar aangezien er enkel clubs uit Berlijn deelnamen is de naam Duits kampioenschap niet representatief voor de competitie.
BSC Favorit 1896 en Friedenauer trokken zich voor de start van het seizoen terug. Akademischer BC trok zich na de heenronde terug. Britannia Berlin werd kampioen. Er was dit jaar nog geel deelname aan de eindronde om de Duitse landstitel voorzien.

## Eindstand
| Plaats | Club                           | Wed. | W | G | V | Saldo | Ptn  |
| ------ | ------------------------------ | ---- | - | - | - | ----- | ---- |
| 1.     | Berliner TuFC Britannia 92     | 9    | 6 | 1 | 2 | 47:12 | 13:5 |
| 2.     | Berliner SC Fortuna 1894       | 9    | 6 | 1 | 2 | 37:7  | 13:5 |
| 3.     | Berliner FC Preußen 1894       | 9    | 6 | 1 | 2 | 29:11 | 13:5 |
| 4.     | FV Brandenburg 92              | 9    | 3 | 2 | 4 | 34:25 | 8:10 |
| 5.     | Akademischer BC Charlottenbrug | 5    | 1 | 1 | 3 | 8:28  | 3:7  |
| 6.     | BSC Argo                       | 9    | 0 | 0 | 9 | 0:72  | 0:18 |
| 7.     | Berliner FC Favorit 96         |      |   |   |   |       |      |
| 8.     | Friedenauer SC                 |      |   |   |   |       |      |

|  | Finale                          |
|  | Terugtrekking uit de competitie |

## Finale
Britannia speelde ook tegen Fortuna maar deze uitslag in niet meer bekend. 
| Team 1             | Uitslag  | Team 2           |
| ------------------ | -------- | ---------------- |
| BTuFC Britannia 92 | 1:0, 3:1 | BFC Preußen 1894 |